# FaceRig
FaceRig es un software que representa en un modelo de personaje tridimensional las expresiones faciales y movimientos del usuario por medio de un dispositivo de captura de vídeo.
La aplicación está siendo desarrollada por un equipo de desarrolladores independientes (véase indie), y fue inicialmente presentada como un proyecto de micromecenazgo en la plataforma IndieGoGo.

## Desarrollo
La campaña apareció por primera vez en IndieGoGo el 17 de diciembre de 2014, consiguiendo superar con creces la meta propuesta de 120.000$ en tan solo 23 días.
El 22 de octubre de 2014 la aplicación fue actualizada a su versión 0.82b, trayendo consigo grandes cambios como contenido adicional gratuito para la temporada de Halloween, la implementación de nuevos atajos de teclado o un control Parental.

## Funcionalidad
Facerig permite al usuario hacer uso de entre 20  avatares animados a tiempo real iniciales a modo de  cámara virtual durante las videollamadas en programas como Skype, páginas web de chat aleatorio como Chatroulette u Omegle o plataformas de vídeo como Youtube.
El número de modelos disponibles puede ser ampliado mediante la  descarga de contenido adicional o con contenido original creado por los propios usuarios.
La aplicación hace uso del kit de desarrollo de Visage Technologies para ofrecer todas sus características, desde el reconocimiento facial a la sincronización labial.